# Microcirculación

Ilustración del proceso de la microcirculación.

Estructuras esquemáticas de la microcirculación. Microvasculatura y linfáticos.

La microcirculación es el proceso de circulación dentro de los microvasos de los diferentes tejidos, que permite el transporte de nutrientes y la eliminación de sustancias de desecho a nivel de la célula. Esta microcirculación se ajusta en cada momento, dependiendo de las necesidades de irrigación dentro de cada órgano. 
El intercambio es posible por las características de las diferentes estructuras que forman la microvasculatura. Los capilares sanguíneos poseen  paredes muy delgadas y muy permeables por lo que el agua, los nutrientes de las células y los gases pueden intercambiarse con rapidez y fácilmente entre las células y la sangre circulante.

## Flujo de la sangre en los capilares
La sangre no fluye continuamente a través de los capilares, sino que lo hace intermitentemente apareciendo y desapareciendo cada pocos segundos. Esta intermitencia se conoce como vasomotilidad.

La perfusión microvascular es controlada localmente, lo que mantiene el flujo sanguíneo tisular y la entrega de sustancias pese a los cambios en la presión arterial.
El flujo sanguíneo a nivel de los capilares se ajusta en las arteriolas, en función de las necesidades de irrigación de los tejidos, y dicho ajuste puede producirse por la acción del sistema nervioso o por control local.
La microcirculación posee características especiales de flujo y resistencia que le permiten un 
flujo heterogéneo, que depende del lecho vascular de que se trate y de las necesidades metabólicas que ese lecho tenga. Estas características crean un gradiente de concentración radial y longitudinal de oxígeno, para lograr una saturación de hemoglobina y presión arterial de oxígeno menor que la de 
la circulación arterial, así como un menor hematocrito por el efecto de la migración de eritrocitos hacia el centro de los vasos.
La difusión del contenido capilar hacia los tejidos da lugar al líquido intersticial, que es un filtrado de plasma sanguíneo. Consiste en una solución en agua, que contiene gases disueltos, sales minerales, aminoácidos, péptidos, proteínas, azúcares, ácidos grasos, hormonas y los productos de desecho de las células del parénquima.

Para un hombre de 75 kg se estima el volumen líquido intersticial en 12 litros.

### Regulación de la vasomotilidad
El factor más importante, que afecta a la apertura y el cierre de las metarteriolas y de los esfínteres precapilares, es la concentración de oxígeno. Cuando la utilización del oxígeno por el tejido es mayor y la concentración de oxígeno tisular disminuye por debajo de lo normal, se activan los periodos intermitentes de flujo sanguíneo capilar más a menudo y la duración de cada periodo de flujo es mayor, con lo que se permite que la sangre capilar transporte mayores cantidades de oxígeno (y de otros nutrientes) hacia los tejidos.
El cerebro tiene una escasa capacidad para almacenar nutrientes, por lo que demanda un elevado aporte de oxígeno y glucosa, que es proporcionado mediante el flujo sanguíneo cerebral, el cual se mantiene relativamente constante pese a las fluctuaciones de la presión arterial media.

## Gases disueltos
Cuando la sangre de las arteriolas circula a lo largo de los capilares, el oxígeno (O2) unido a la hemoglobina difunde desde los eritrocitos hacia el plasma y luego difunde hacia las células. Cada 100mililitros (ml) de sangre de las arteriolas, se le ofrecen a las células 20ml de O2, los tejidos en reposo consumen 5ml de O2 cada 100ml de sangre y las vénulas retiran los 15 ml de O2 que no fueron utilizados

Cuando la sangre arterial fluye a través de los capilares, el dióxido de carbono (CO2) difunde desde las células hacia el plasma, donde gran parte del mismo se disuelve y es transportado.

## Estructuras de la microcirculación

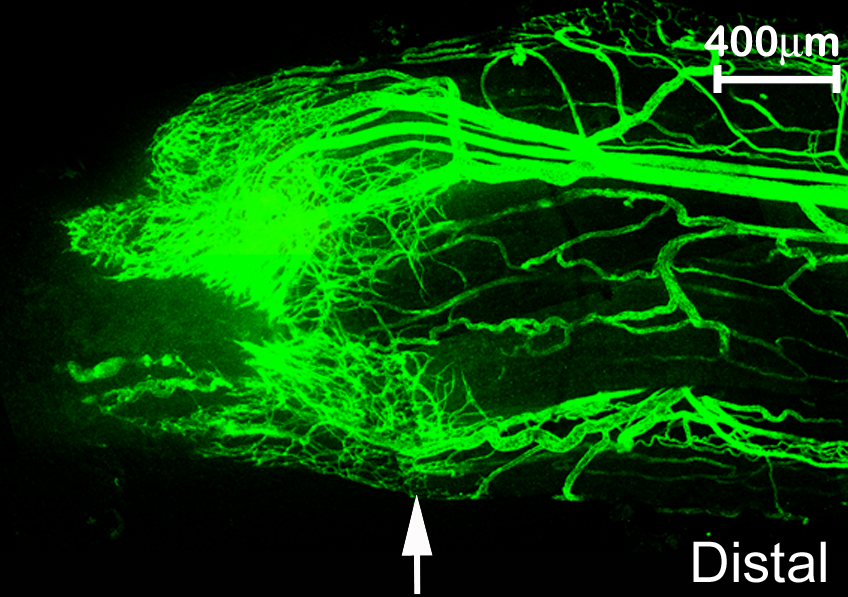
Arteriolas a la derecha arriba, con diámetros de 50-100 µm y capilares numerosos a la izquierda. Inmunohistoquímica: fluorescencia específica para endotelio.

La microcirculación de cada órgano está organizada específicamente para atender sus necesidades. En general cada arteria nutricia que entra en un órgano se ramifica unas 6 u 8 veces antes de que llegue a ser lo bastante pequeña para que se la pueda denominar arteriola.

### Arteriolas

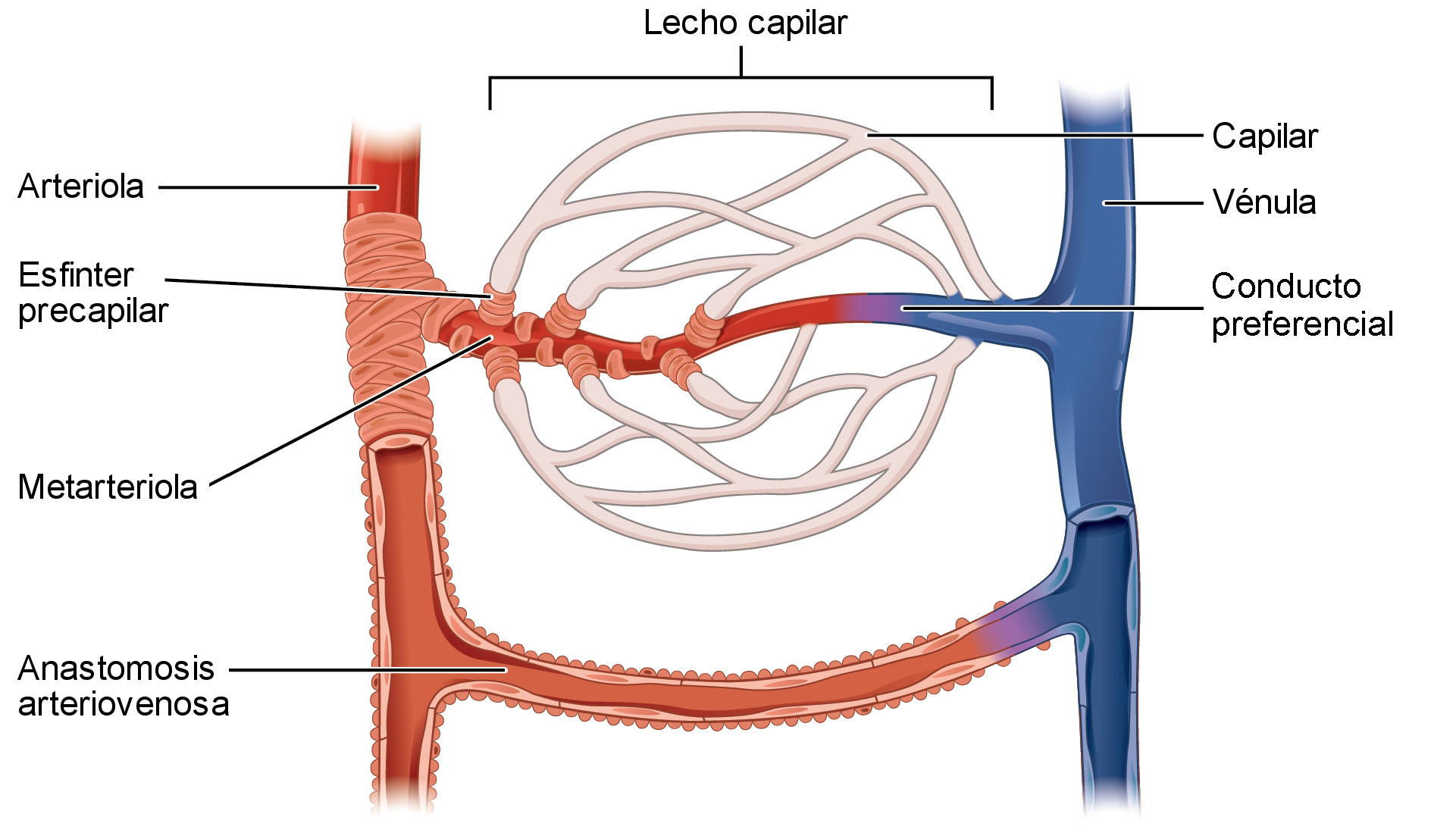
Estructuras de la microcirculación.

En general las arteriolas tienen un diámetro de solo 10-15 micras (μm). Se ramifican entre dos y cinco veces alcanzando un diámetro de 5-9 μm en sus extremos cuando aportan la sangre a los capilares.

Las arteriolas son vasos muy musculares y sus diámetros son muy variables. Las metaarteriolas (arteriolas terminales) no tienen una capa muscular continua sino fibras musculares lisas rodeando el vaso en puntos intermitentes.

Las arteriolas se encargan de controlar el flujo sanguíneo hacia cada territorio tisular.

En el punto en que cada capilar verdadero se origina de una metarteriola hay una fibra muscular lisa que rodea el capilar, es lo que se conoce como esfínter precapilar (este esfínter se encarga de abrir y cerrar el paso de la sangre al capilar).

Los capilares tienen paredes construidas por una capa de células endoteliales.

### Capilares
El calibre de los capilares en los diferentes tejidos varía dentro de límites estrechos entre 8-12 micrómetros (µm).

La estructura ultramicroscópica de las células endoteliales de la pared capilar, en los órganos del cuerpo, en especial en los músculos y el tejido conjuntivo, tiene una pared compuesta por una capa unicelular de células endoteliales, que está rodeada por una membrana muy fina en el exterior del capilar. El grosor total de la pared capilar es de aproximadamente 0,5 (µm).

Los poros la membrana capilar, no son más que pequeños canales, que se encuentran en la membrana capilar y permiten la conexión con el exterior del capilar.

Los poros capilares de algunos órganos tienen unas características especiales para cumplir las necesidades de dicho órgano:
- Capilar continuo. En el cerebro, las uniones entre las células endoteliales capilares son principalmente uniones que permiten la entrada y salida de moléculas pequeñas como el agua, el oxígeno y el CO2
- Capilar sinusoide. En el hígado sucede lo contrario: los espacios entre las células endoteliales capilares son aperturas amplias, por lo que casi todas las sustancias disueltas en el plasma incluidas proteínas plasmáticas pueden pasar de la sangre a los tejidos hepáticos.
- Los poros de las membranas capilares gastrointestinal son intermedios entre las de los músculos y las del hígado.
- Capilar fenestrado. En los penachos glomerulares del riñón se abren numerosas membranas ovales denominadas fenestraciones que atraviesan en todo su trayecto a las células endoteliales, por lo que pueden filtrarse cantidades enormes de moléculas pequeñas e iones a través de los espacios situados entre las células.

### Vénulas
Las vénulas tienen un diámetro mayor que las arteriolas y tienen una capa muscular mucho más débil. A pesar de ello hay que recordar que la presión de las vénulas es mucho menor que la de las arteriolas por lo que las vénulas aún pueden contraerse.